# Tristram of Lyonesse

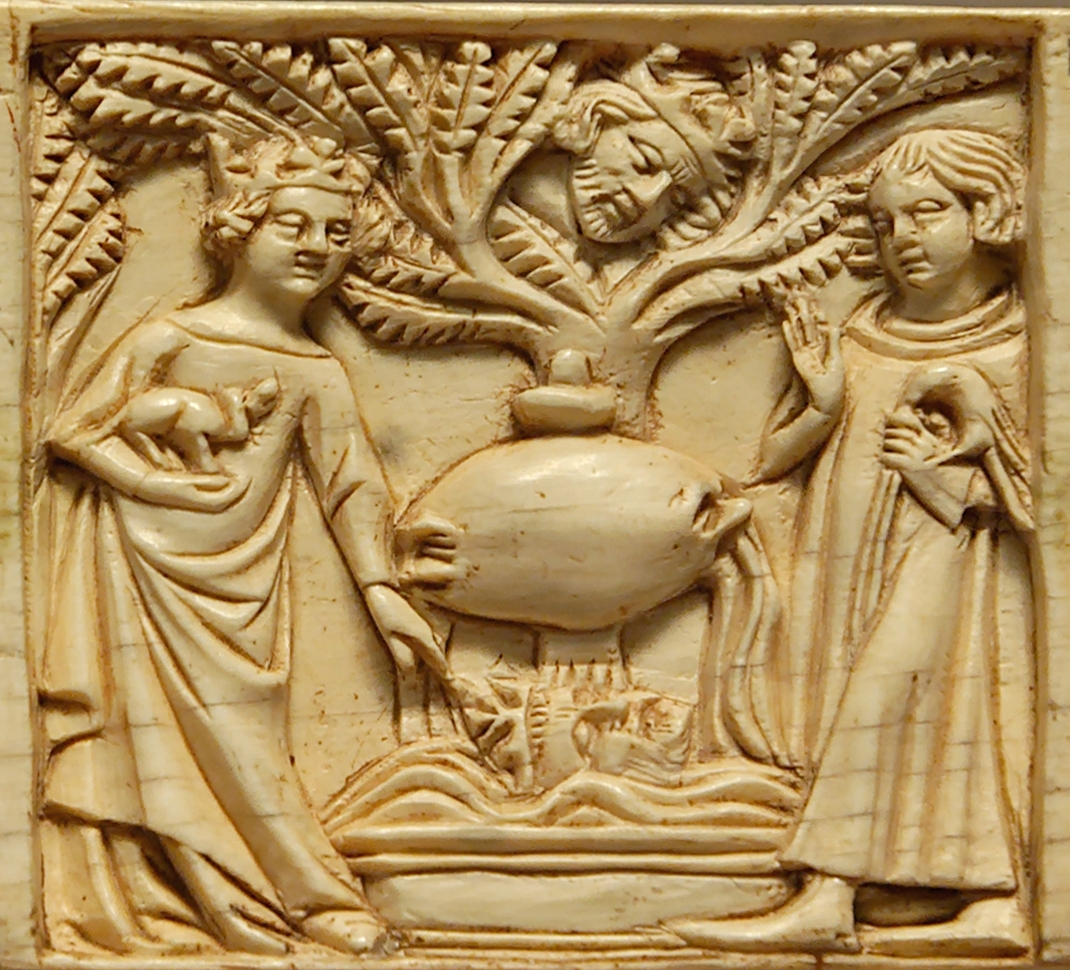
Tristan i Izolda

Tristram of Lyonesse – poemat epicki angielskiego poety i dramaturga Algernona Charlesa Swinburne’a, opublikowany w 1882 w tomie Tristram of Lyonesse and Other Poems.

## Treść
Utwór składa się z Preludium (Prelude. Tristram and Iseult) i dziewięciu pieśni, które noszą tytuły kolejno: The Sailing of the Swallow, The Queen's Pleasance, Tristram in Brittany, The Maiden Marriage, Iseult at Tintagel, Joyous Gard, The Wife's Vigil, The Last Pilgrimage i The Sailing of the Swan.  Poemat opowiada historię Tristana i Izoldy, znaną w Polsce z adaptacji Josepha Bédiera w tłumaczeniu Tadeusza Boya-Żeleńskiego. Dzieło Swinburne’a mieści się w szerszym nurcie dziewiętnastowiecznej brytyjskiej literatury arturiańskiej. Swinburne zadedykował swój poemat przyjacielowi, Theodore’owi Watts-Duntonowi. Sam poeta uważał Tristrama z Lyonesse za arcydzieło. Nie cieszyło się ono jednak większą popularnością i zainteresowaniem krytyki.

## Forma
Poemat został napisany dystychem bohaterskim (heroic couplet), czyli parzyście rymowanym pentametrem jambicznym (dziesięciozgłoskowcem). Ma 4488 wersów.

Love, that is first and last of all things made
The light that has the living world for shade.
The spirit that for temporal veil has on
The souls of all men woven in unison,
One fiery raiment with all lives inwrought
And lights of sunny and starry deed and thought,
And alway through new act and passion new
Shines the divine same body and beauty through.
The body spiritual of fire and light
That is to worldly noon as noon to night;
Love, that is flesh upon the spirit of man
And spirit within the flesh whence breath began;
Love, that keeps all the choir of lives in chime;
Love, that is blood within the veins of time;
That wrought the whole world without stroke of hand.

Poeta często posługuje się aliteracją: Through silence and through sound of stress and strife; The whole world's wrath and strength shall not strike dead; Their ways to wander and their wards to keep; The sunsets of their stories in his skies.